# آندریا برتین
آندریا برتین (انگلیسی: Andrea Bertin؛ زادهٔ ۲۷ فوریهٔ ۱۹۹۲) بازیکن فوتبال اهل ایتالیا است.
از باشگاه‌هایی که در آن بازی کرده‌است می‌توان به باشگاه فوتبال کیه‌وو ورونا، باشگاه فوتبال اینتر میلان، و باشگاه فوتبال ارورا پرو پاتریا ۱۹۱۹ اشاره کرد.